# Sebastián Rambert
Sebastián Pascual Rambert (Bernal, Argentina, 30 de enero de 1974) es un exfutbolista y entrenador argentino que jugaba de delantero centro.

## Trayectoria
Debutó con el Rojo con apenas 17 años en 1991. Para ese entonces en el equipo titular jugaban Luis Islas, Ricardo Bochini y Carlos Alfaro Moreno, entre los mas destacados. En 1994 logro sus dos primeros títulos: el Torneo Clausura y la Supercopa. Más tarde en 1995 ganaría la Recopa Sudamericana en Japón contra Vélez Sarsfield. 
Luego de su paso por Independiente, en el segundo semestre de 1996 es comprado por Boca Juniors, con un plantel totalmente renovado con refuerzos de renombre tales como: Fernando Cáceres, Julio César Toresani, Diego Cagna (con quien ya había compartido plantel en Independiente), Hugo Romeo Guerra, Diego Latorre, quien regresaba al club tras un paso por Europa, Roberto Pompei y un joven Juan Román Riquelme. Utilizando la dorsal número 7, jugó una temporada, marcando diez goles.
Para el segundo semestre de 1997, se traslada a River Plate, convirtiéndose es uno de los pocos futbolistas que jugaron en tres de los cinco grandes del fútbol argentino. Dirigido por Ramón Ángel Díaz, compartiendo plantel junto a grandes figuras como Marcelo Gallardo, Celso Ayala, Germán Burgos, Marcelo Salas, Eduardo Berizzo, Roberto Monserrat y otros, marcando un total de cinco goles. Tras perder puesto, se desvinculó del plantel en 2000 debido a la asunción de Américo Gallego como técnico, el regreso de Ariel Ortega y el surgimiento de nuevas promesas como Javier Saviola y Andrés D'Alessandro.
Además, durante 1994 y 1996, fue continuamente convocado por el entonces director técnico de la selección de fútbol de Argentina, Daniel Passarella.
Fue contratado en 2002 por Arsenal de Sarandí, pero debido a una lesión en sus ligamentos antes del comienzo de la temporada, decidió retirarse de la actividad.
Pascualito, como se lo conocía cuando jugaba profesionalmente, hizo patente su festejo de goles, realizando el característico vuelo de avión, bautizado como el "avioncito".
Su carrera como futbolista prácticamente fue corta, habiendo debutado en Primera División a los 17 años y retirado a los 29 años.

## Etapa como entrenador y asistente técnico
En 2007 empezó como ayudante de campo de Ramón Díaz en San Lorenzo de Almagro,para más tarde serlo en América e Independiente.
Fue director técnico de Aldosivi durante un período de cinco meses entre abril y septiembre de 2013, sin embargo la ausencia de buenos resultados lo obligaron a renunciar. A finales de diciembre del mismo año, se hace cargo de la dirección técnica de Unión San Felipe, club de la Primera B de Chile para afrontar el Torneo 2014. Al no lograr el objetivo del ascenso a Primera, la dirigencia del club decidió no renovarle el contrato. 
También dirigiría a Crucero del Norte y a Estudiantes de San Luis en breves pasos.
En la segunda parte de 2017 asume como segundo entrenador de Daniel Garnero en Guaraní. Entre 2018 y 2020 dirigen a Olimpia, conformando un cuerpo técnico con el que elenco asunceno fue tetracampeón en Paraguay al ganar los torneos Apertura y Clausura de 2018 y 2019 de forma sucesiva.
Para 2021 asume con el resto del cuerpo técnico en Libertad, donde gana dos Torneo Apertura en 2021 y 2022. A la brevedad es llamado a la selección de Chile para el cargo de segundo entrenador, acompañando a Eduardo Berizzo.

## Estadísticas

### Como jugador
| Club               | País      | Año       | Partidos | Goles |
| ------------------ | --------- | --------- | -------- | ----- |
| Independiente      | Argentina | 1991-1995 | 51       | 14    |
| Inter de Milán     | Italia    | 1995      | 0        | 0     |
| Real Zaragoza      | España    | 1996      | 20       | 5     |
| Boca Juniors       | Argentina | 1996-1997 | 28       | 10    |
| River Plate        | Argentina | 1997-2000 | 37       | 5     |
| Independiente      | Argentina | 2000-2001 | 11       | 1     |
| Iraklis FC         | Grecia    | 2001-2002 | 11       | 1     |
| Arsenal de Sarandí | Argentina | 2002-2003 | 3        | 0     |

### Como entrenador
| Equipo                           | Div.                   | Torneo               | Estadísticas | Estadísticas | Estadísticas | Estadísticas | Estadísticas | Estadísticas | Estadísticas | Estadísticas |
| Equipo                           | Div.                   | Torneo               | PJ           | G            | E            | P            | GF           | GC           | DG           | Efectividad% |
| -------------------------------- | ---------------------- | -------------------- | ------------ | ------------ | ------------ | ------------ | ------------ | ------------ | ------------ | ------------ |
| Aldosivi Argentina               |                        |                      |              |              |              |              |              |              |              |              |
| 2.ª                              | 2012/13                | 9                    | 3            | 2            | 4            | 8            | 8            | 0            | 40.74%       |              |
| 2.ª                              | 2013/14                | 8                    | 0            | 5            | 3            | 7            | 12           | -5           | 20.83%       |              |
| Total                            | Total                  | 17                   | 3            | 7            | 7            | 15           | 20           | -5           | 31.37%       |              |
| Unión San Felipe · Chile         |                        |                      |              |              |              |              |              |              |              |              |
| 2.ª                              | 2014                   | 19                   | 4            | 7            | 8            | 2            | 2            | 0            | 33.33%       |              |
| Total                            | Total                  | 19                   | 4            | 7            | 8            | 2            | 2            | 0            | 33.33%       |              |
| Crucero del Norte Argentina      |                        |                      |              |              |              |              |              |              |              |              |
| 1.ª                              | 2015                   | 19                   | 2            | 1            | 16           | 16           | 43           | -27          | 13.73%       |              |
| 1.ª                              | Copa Argentina 2014/15 | 1                    | 0            | 0            | 1            | 0            | 2            | -2           | 0%           |              |
| Total                            | Total                  | 20                   | 2            | 1            | 17           | 16           | 45           | -29          | 11.67%       |              |
| Estudiantes (San Luis) Argentina |                        |                      |              |              |              |              |              |              |              |              |
| 2.ª                              | 2016/17                | 21                   | 7            | 6            | 8            | 22           | 26           | -4           | 42.86%       |              |
| 2.ª                              | Copa Argentina 2015/16 | 1                    | 0            | 0            | 1            | 1            | 2            | -1           | 0%           |              |
| Total                            | Total                  | 22                   | 7            | 6            | 9            | 23           | 28           | -5           | 40.91%       |              |
| Total en sus equipos             | Total en sus equipos   | Total en sus equipos | 78           | 16           | 21           | 41           | 56           | 95           | -39          | 28.33%       |

 Actualizado el 18 de diciembre de 2016. 

## Palmarés

### Como jugador

#### Títulos nacionales
| Título           | Club          | País      | Año    |
| ---------------- | ------------- | --------- | ------ |
| Primera División | Independiente | Argentina | C-1994 |
| Primera División | River Plate   | Argentina | A-1997 |
| Primera División | River Plate   | Argentina | A-1999 |
| Primera División | River Plate   | Argentina | C-2000 |

#### Títulos internacionales
| Título                 | Equipo (*)                 | Sede          | Año  |
| ---------------------- | -------------------------- | ------------- | ---- |
| Supercopa Sudamericana | Independiente              | Avellaneda    | 1994 |
| Recopa Sudamericana    | Independiente              | Tokio         | 1995 |
| Juegos Panamericanos   | Selección Argentina sub-22 | Mar del Plata | 1995 |
| Supercopa Sudamericana | River Plate                | Buenos Aires  | 1997 |

(*) Incluyendo la selección

### Como asistente técnico

#### Campeonatos nacionales
| Título                       | Club        | País      | Año    |
| ---------------------------- | ----------- | --------- | ------ |
| Primera División             | San Lorenzo | Argentina | C-2007 |
| Primera División de Paraguay | Olimpia     | Paraguay  | A-2018 |
| Primera División de Paraguay | Olimpia     | Paraguay  | C-2018 |
| Primera División de Paraguay | Olimpia     | Paraguay  | A-2019 |
| Primera División de Paraguay | Olimpia     | Paraguay  | C-2019 |
| Primera División de Paraguay | Libertad    | Paraguay  | A-2021 |
| Primera División de Paraguay | Libertad    | Paraguay  | A-2022 |